# ویسوکه میتو
ویسوکه میتو (به چکی: Vysoké Mýto) یک منطقهٔ مسکونی و شهرستان دارای شهرک سابقاً روستا در جمهوری چک است که در شهرستان اوستی ناد اورلیتسی واقع شده‌است. ویسوکه میتو  ۱۲٬۴۳۶ نفر جمعیت دارد.

## خواهرخوانده
شهرهای وارنا، Pyrzyce و کورباخ خواهرخوانده‌های ویسوکه میتو هستند.